# Critérium Internacional de 2013
O Critérium Internacional 2013 disputou-se entre 23 e 24 de março, sobre um traçado de 275 km divididos em 3 etapas em 2 dias, em Porto-Vecchio (Córsega do Sul) e seus arredores, repetindo percorrido com respeito à passada edição.
A prova pertenceu ao UCI Europe Tour de 2012-2013 dentro da categoria 2.hc (máxima categoria destes circuitos).
O ganhador final foi Chris Froome depois de fazer com a etapa de montanha conseguindo uma vantagem suficiente como para alçar com a vitória. Acompanharam-lhe no pódio o seu colega de equipa Richie Porte (vencedor de uma etapa e da classificação por pontos) e Tejay van Garderen (ganhador da classificação dos jovens), respectivamente.
Nas outras classificações secundárias impuseram-se Jérémy Roy (montanha) e AG2R La Mondiale (equipas).

## Equipas participantes
Tomaram parte na carreira 16 equipas: 9 de categoria UCI ProTeam; 6 de categoria Profissional Continental; e 1 de categoria Continental. Formando assim um pelotão de 123 ciclistas, com 8 corredores a cada equipa (excepto a BMC Racing, FDJ, Team Saxo-Tinkoff, Cofidis, Solutions Crédits e Blanco que saíram com 7). As equipas participantes foram:
| Equipa                       | Cód. UCI | Categoria                |
| ---------------------------- | -------- | ------------------------ |
| BMC Racing Team              | BMC      | UCI ProTeam              |
| FDJ                          | FDJ      | UCI ProTeam              |
| Team Saxo-Tinkoff            | TST      | UCI ProTeam              |
| Sky Procycling               | SKY      | UCI ProTeam              |
| AG2R La Mondiale             | AG2      | UCI ProTeam              |
| RadioShack Leopard           | RLT      | UCI ProTeam              |
| Cofidis, le Crédit en Ligne  | COF      | Profissional Continental |
| Sojasun                      | SAU      | Profissional Continental |
| Team Europcar                | EUC      | Profissional Continental |
| Garmin-Barracuda             | GRM      | UCI ProTeam              |
| Colombia                     | COL      | Profissional Continental |
| Argos-Shimano                | ARG      | UCI ProTeam              |
| Bretagne-Séché Environnement | BSE      | Profissional Continental |
| Blanco                       | BLA      | UCI ProTeam              |
| IAM Cycling                  | IAM      | Profissional Continental |
| La Pomme Marseille           | LPM      | Continental              |

## Etapas
| Etapa | Data        | Percurso                        | km        | Ganhador     | Líder        |
| ----- | ----------- | ------------------------------- | --------- | ------------ | ------------ |
| 1.ª   | 23 de março | Porto-Vecchio-Porto-Vecchio     | 89,5      | Theo Bos     | Theo Bos     |
| 2.ª   | 23 de março | Porto-Vecchio-Porto-Vecchio     | 6,5 (CRI) | Richie Porte | Richie Porte |
| 3.ª   | 24 de março | Porto-Vecchio-Col de l’Ospedale | 179       | Chris Froome | Chris Froome |

## Classificações finais

### Classificação geral
| Posição | Ciclista               | Equipa           | Tempo           |
| ------- | ---------------------- | ---------------- | --------------- |
|         | Christopher Froome     | Sky              | 6 h 55 min 23 s |
| 2       | Richie Porte           | Sky              | a 32 s          |
| 3       | Tejay van Garderen     | BMC Racing       | a 54 s          |
| 4       | Bauke Mollema          | Blanco           | a 1 min         |
| 5       | Jean-Christophe Péraud | AG2R La Mondiale | a 1 min         |
| 6       | Andrew Talansky        | Garmin Sharp     | a 1 min 8 s     |
| 7       | Maxime Bouet           | AG2R La Mondiale | a 1 min 33 s    |
| 8       | Pierrick Fédrigo       | FDJ              | a 1 min 37 s    |
| 9       | Johann Tschopp         | IAM              | a 1 min 43 s    |
| 10      | John Gadret            | AG2R La Mondiale | a 2 min 05 s    |

### Classificação por pontos
| Posição | Ciclista               | Equipa           | Pontos |
| ------- | ---------------------- | ---------------- | ------ |
|         | Richie Porte           | Sky              | 27     |
| 2       | Chris Froome           | Sky              | 23     |
| 3       | Tejay van Garderen     | BMC Racing       | 17     |
| 4       | Jean-Christophe Peraud | AG2R La Mondiale | 14     |
| 5       | Andrew Talansky        | Garmin Sharp     | 13     |

### Classificação da montanha
| Posição | Ciclista        | Equipa                       | Pontos |
| ------- | --------------- | ---------------------------- | ------ |
|         | Jérémy Roy      | FDJ                          | 22     |
| 2       | Francis Mourey  | FDJ                          | 12     |
| 3       | Chris Froome    | Sky                          | 6      |
| 4       | Arnaud Gérard   | Bretagne-Séché Environnement | 6      |
| 5       | Thomas Voeckler | Europcar                     | 6      |

### Classificação dos jovens
| Posição | Ciclista           | Equipa             | Pontos          |
| ------- | ------------------ | ------------------ | --------------- |
|         | Tejay van Garderen | BMC Racing         | 6 h 56 min 17 s |
| 2       | Andrew Talansky    | Garmin Sharp       | a 14 s          |
| 3       | Romain Bardet      | AG2R La Mondiale   | a 1 min 24 s    |
| 4       | Bob Jungels        | RadioShack Leopard | a 2 min 36 s    |
| 5       | Antoine Lavieu     | La Pomme Marseille | a 4 min 46 s    |

### Classificação por equipas
| Posição | Equipa             | Tempo            |
| ------- | ------------------ | ---------------- |
|         | AG2R La Mondiale   | 20 h 50 min 32 s |
| 2       | Sky                | a 3 min 21 s     |
| 3       | RadioShack Leopard | a 5 min 04 s     |
| 4       | BMC Racing         | a 6 min 59 s     |
| 5       | IAM                | a 8 min 27 s     |

## Evolução das classificações
| Etapa (Vencedor)               | Classificação geral | Classificação por pontos | Classificação da montanha | Classificação dos jovens | Classificação por equipas |
| ------------------------------ | ------------------- | ------------------------ | ------------------------- | ------------------------ | ------------------------- |
| 1.ª etapa (Theo Bos)           | Theo Bos            | Theo Bos                 | Arnaud Gérard             | Nacer Bouhanni           | Sojasun                   |
| 2.ª etapa (CRI) (Richie Porte) | Richie Porte        | Richie Porte             | Arnaud Gérard             | Tejay van Garderen       | Sky                       |
| 3.ª etapa (Chris Froome)       | Chris Froome        | Richie Porte             | Jérémy Roy                | Tejay van Garderen       | AG2R La Mondiale          |
| Final                          | Chris Froome        | Richie Porte             | Jérémy Roy                | Tejay van Garderen       | AG2R La Mondiale          |